# Rosa arkansana
Espèce
Classification phylogénétique
Le rosier de l'Arkansas (Rosa arkansana), appelé en Amérique du Nord « rosier de la prairie (Prairie rose), est une espèce de plantes à fleurs de la famille des Rosaceae. C'est un rosier classé dans la section des Cinnamomeae, originaire d'une vaste région du centre de l'Amérique du Nord, s'étendant entre les Appalaches et les Montagnes Rocheuses, depuis l'Alberta, le Manitoba et la Saskatchewan au nord  jusqu'au Nouveau-Mexique, au Texas et à l'Indiana vers le sud.
Il en existe deux variétés :
- Rosa arkansana var. arkansana
- Rosa arkansana var. suffulta (Greene) Cockerell

L'adjectif spécifique, arkansana, dérive du nom de la rivière Arkansas dans le Colorado. La grande diffusion de l'espèce et la dérive génétique subséquente, ont conduit à une synonymie très étendue.

## Description
Rosa arkansana est un arbrisseau à feuilles caduques pouvant atteindre 1,2 mètre de haut, à demi herbacé au contraire de tous les autres rosiers qui sont ligneux, et qui s'étend par drageonnement.
Les feuilles imparipennées sont composées de 9 à 11 folioles, elles sont brillantes et lisses mais sur le revers les nervures sont poilues. Les fleurs rose foncé ont de 2,5 à 4 cm de diamètre, en corymbes éclosent en juin et juillet. Les fruits sont des cynorrhodons de 10 à 15 mm de diamètre.

## Culture et utilisation
Ce rosier est cultivé comme plante ornementale et s'est naturalisé dans une partie des États du Massachusetts, de New York et du Dakota du Nord.

### Symbolique
Le rosier de l'Arkansas (Prairie rose) est la fleur officielle des États américains de l'Iowa et du Dakota du Nord ainsi que la province canadienne de l'Alberta. Dans l'Iowa, une convention indique que l'espèce est Rosa pratincola (considérée actuellement comme synonyme de Rosa arkansana). Le Dakota du Nord, de son côté, spécifie soit Rosa arkansana soit Rosa blanda.